# Aluminohydrure de sodium
L'aluminohydrure de sodium est un composé chimique de formule NaAlH4. Il se présente sous la forme d'un solide blanc pyrophorique soluble dans le tétrahydrofurane (THF) mais pas dans l'éther diéthylique et les hydrocarbures. Il a fait l'objet de recherches pour le stockage réversible de l'hydrogène et est utilisé comme réactif en synthèse organique. Semblable au tétrahydruroaluminate de lithium LiAlH4, il s'agit d'un sel formé de cations de sodium Na+ et d'anions tétraédriques AlH4− selon une géométrie isostructurelle avec la scheelite.

## Préparation et réactions
On peut obtenir l'aluminohydrure de sodium à partir des corps simples sodium, aluminium et hydrogène avec un rendement très élevé à 140 °C sous 350 bar dans le toluène en présence de triéthylaluminium Al2(C2H5)6 comme catalyseur, :
Na + Al + 2 H2 ⟶ NaAlH4.
Il peut également être produit en faisant réagir de l'hydrure de sodium NaH avec du chlorure d'aluminium AlCl3 dans du tétrahydrofurane. Au cours de la réaction, le triéthylaluminium est utilisé comme catalyseur, qui sert à former un intermédiaire NaAl(C2H5)3H soluble :
2 NaH + Al2(C2H5)6 ⟶ 2 NaAl(C2H5)3H ;
4 NaAl(C2H5)3H + AlCl3 ⟶ NaAlH4 + 3 NaCl + 2 Al2(C2H5)6.
En suspension dans l'éther diéthylique, l'aluminohydrure de sodium réagit avec le chlorure de lithium LiCl pour donner l'aluminohydrure de lithium LiAlH4 :
LiCl + NaAlH4 ⟶ LiAlH4 + NaCl.
L'aluminohydrure de sodium réagit rapidement, et même violemment, avec les substances protiques comme l'eau, comme le montre l'équation idéalisée ci-dessous :
4 H2O + NaAlH4 ⟶ « NaAl(OH)4 » + 4 H2.

## Applications

### Stockage de l'hydrogène
Désigné comme alanate de sodium dans l'industrie du stockage de l'hydrogène, l'aluminohydrure de sodium fait l'objet de recherches pour le stockage en réservoir. Les réactions pertinentes sont :
3 NaAlH4 ⟶ Na3AlH6 + 2 Al + 3 H2 ;
2 Na3AlH6 ⟶ 6 NaH + 2 Al + 3 H2.
L'aluminohydrure de sodium peut libérer une fraction massique atteignant 7,4 % d'hydrogène lorsqu'il est chauffé à 200 °C. L'absoprtion peut être lente, nécessitant plusieurs minutes pour remplir un réservoir. La libération et le stockage sont catalysés par le titane.

### Synthèse organique
L'aluminohydrure de sodium est un réducteur fort très semblable à l'aluminohydrure de lithium et, dans une certaine mesure, à l'hydrure de diisobutylaluminium (i-Bu2AlH)2 (DIBAL), utilisé en synthèse organique. Il est sensiblement plus énergique que le borohydrure de sodium NaBH4 car la liaison Al–H  est plus faible et plus polaire que la liaison B–H. Comme le LiAlH4, il réduit les esters en alcools.